# 蒂鲁卡卢昆德拉姆
蒂鲁卡卢昆德拉姆（Tirukalukundram），是印度泰米尔纳德邦Kancheepuram县的一个城镇。总人口23677（2001年）。

## 人口
该地2001年总人口23677人，其中男性11839人，女性11838人；0—6岁人口2519人，其中男1274人，女1245人；识字率72.09%，其中男性为79.65%，女性为64.53%。